# Малое Жоково
Малое Жоково — деревня в Рыбновском районе Рязанской области. Входит в Пионерское сельское поселение.

## География
Находится в западной части Рязанской области на расстоянии приблизительно 38 км на запад-юго-запад по прямой от железнодорожного вокзала в городе Рыбное.

## История
На карте 1850 года показана как поселение с 10 дворами. В 1859 году здесь (тогда деревня Михайловского уезда Рязанской губернии) был учтен 81 двор, в 1897 — 43.

## Население
Численность населения: 143 человека (1859 год), 263 (1897), 21 в 2002 году (русские 86 %), 10 в 2010.